# You Want It Darker
You Want It Darker je četrnaesti i posljednji studijski album kanadskog pjevača Leonarda Cohena koji je 2016. objavila diskografska kuća Columbia Records. 
Album je napravljen dok je Cohen ležao na samrtničkoj postelji razmišljajući o smrti, Bogu i humoru. Kritika ga je dobro prihvatila.

## Popis pjesama
| 1.    | »You Want It Darker« (Leonard Cohen, Patrick Leonard, Adam Cohen)       | 4:44 |
| 2.    | »Treaty« (Leonard Cohen)                                                | 4:02 |
| 3.    | »On the Level«                                                          | 3:27 |
| 4.    | »Leaving the Table« (Leonard Cohen)                                     | 3:47 |
| 5.    | »If I Didn't Have Your Love« (Leonard Cohen, Patrick Leonard)           | 3:35 |
| 6.    | »Traveling Light« (Leonard Cohen, Patrick Leonard, Adam Cohen)          | 4:22 |
| 7.    | »It Seemed the Better Way« (Leonard Cohen, Patrick Leonard, Adam Cohen) | 4:21 |
| 8.    | »Steer Your Way« (Leonard Cohen, Adam Cohen)                            | 4:23 |
| 9.    | »String Reprise / Treaty« (Leonard Cohen)                               | 3:26 |
| 36:09 |                                                                         |      |

## Vanjske poveznice
- AllMusic.com – Leonard Cohen: You Want It Darker (engl.)